# Christa Jaarsma
Christa Jaarsma (Almelo, 15 oktober 1952) is een voormalig schaatsster uit Nederland.

## Historie
Christa Jaarsma was als juniore een groot talent. Als seniore haalde ze de Olympische Winterspelen van 1976 en meerdere titels van het Gewest Overijssel van de KNSB, maar een echte grote doorbraak bleef uit.

## Persoonlijke records
| Afstand    | Tijd    | Datum         | Baan  |
| ---------- | ------- | ------------- | ----- |
| 500 meter  | 45,15   | 15 maart 1976 | Medeo |
| 1000 meter | 1.28,10 | 16 maart 1976 | Medeo |
| 1500 meter | 2.16,97 | 15 maart 1976 | Medeo |
| 3000 meter | 4.52,05 | 16 maart 1976 | Medeo |

## Resultaten
| Jaar | NK Junioren B | NK Junioren A | NK Allround | WK Junioren | WK Allround | WK Sprint | Olympische Spelen                      |
| ---- | ------------- | ------------- | ----------- | ----------- | ----------- | --------- | -------------------------------------- |
| 1969 | Brons         |               |             |             |             |           |                                        |
| 1970 | Brons         |               |             |             |             |           |                                        |
| 1971 |               | 7e            |             |             |             |           |                                        |
| 1972 |               | Zilver        |             |             |             |           |                                        |
| 1973 |               |               | 7e          | NC22        |             |           |                                        |
| 1974 |               |               | 10e         |             |             |           |                                        |
| 1975 |               |               | 6e          |             |             |           |                                        |
| 1976 |               |               | 10e         |             |             | 12e       | 19e 500m 23e 1000m 16e 1500m 20e 3000m |
| 1977 |               |               | 6e          |             |             |           |                                        |